# Galidie Durrellova
Galidie Durrellova (Salanoia durrelli) je masožravý savec původem z Madagaskaru. Poprvé byl spatřen v roce 2004 v okolí největšího madagaskarského jezera Alaotra, o rok později byl nalezený mrtvý jedinec prozkoumán londýnským Přírodopisným muzeem a v roce 2010 byla galidie Durrellova prohlášena novým živočišným druhem.

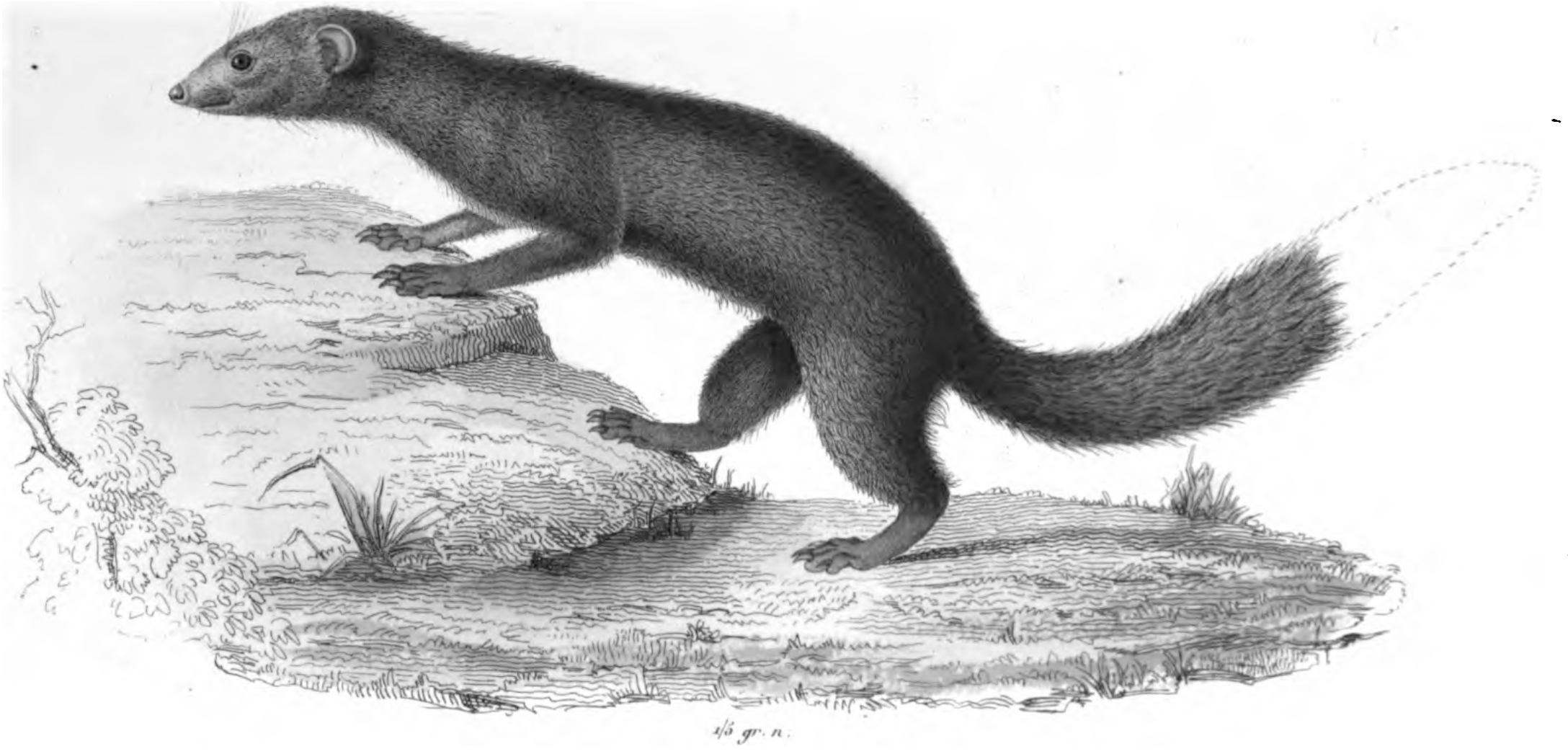
Galidie hnědoocasá (Salanoia concolor) je nejbližším příbuzným galidie Durellovy, od níž se odlišuje pouze několika tělesnými rysy. (Poznámka: Na obrázku není vyobrazen celý ocas.)

Je to malá šelma, váží asi 600 až 700 gramů, měří okolo 50 cm (i s ocasem). Jejím nejbližším příbuzným je galidie hnědoocasá (Salanoia concolor). Má jít o prvního nově objeveného masožravého savce za 24 let, který zároveň patří mezi nejohroženější živočišné druhy.
Jedná se o endemitní druh, jehož areál je limitován na mokřiny při jezeru Alaotra v centrálním Madagaskaru. Jeho habitat je zároveň ohrožován invazními druhy, extenzivním způsobem zemědělství, apod. Je pojmenován na počest britského spisovatele, zoologa a popularizátora ochrany přírody Geralda Durrella.